# Ruby (canción)
«Ruby» es un sencillo de la banda británica de indie rock Kaiser Chiefs y es el tema principal de su segundo álbum, Yours Truly, Angry Mob. Fue lanzado como el primer sencillo de ese álbum en el Reino Unido por medio de descarga digital el 5 de febrero de 2007 y en una edición limitada de disco de vinilo y en CD el 19 de febrero de ese año. Encabezó la lista de sencillos del Reino Unido convirtiéndose en su mayor éxito hasta la fecha. Terminó, en 2007, como décimo sencillo del año de mayor venta en el Reino Unido con una totalidad de 313.765 copias.
La canción inspiró a la cantante Ana Claudia Grigore para tomar el nombre de la canción como su nombre artístico. Además la canción aparece como bonus track en el videojuego Guitar Hero III: Legends of Rock, aparece en Project Gotham Racing 4, en SingStar Vol. 2 para la PlayStation 3 y como una canción en Lego Rock Band. También aparece en la banda sonora del Pro Evolution Soccer 2010.

## Video musical
El video musical de la canción fue dirigido por la empresa sueca Stylewar, la misma que produjo, en 2005, el video musical de la canción "I Predict a Riot". En él, muestra a la banda tocando en un paisaje desértico, mientras que una ciudad en miniatura se construye alrededor de ellos. El video fue programado para ser estrenado en Channel 4 a las 23:35 el 15 de enero de 2007, pero fue cancelado por razones desconocidas. Finalmente se estrenó en el sitio web oficial de la banda, cuatro días más tarde.

## Versiones
- La canción fue versionada por la banda italiana Elio e le Storie Tese en el programa de televisión Parla con Me en la emisión del 19 de enero de 2011, en la que se modificaron las letras en una referencia satírica al escándalo sexual Rubygate, en el que estuvo involucrado por el entonces primer ministro italiano, Silvio Berlusconi.[2]

## Posicionamiento en listas y certificaciones
| Lista (2007)                        | Mejor posición |
| ----------------------------------- | -------------- |
| Alemania (Media Control Charts)     | 11             |
| Austria (Ö3 Austria Top 40)         | 14             |
| Bélgica (Flandes) (Ultratop 50)     | 5              |
| Bélgica (Valonia) (Ultratop 50)     | 28             |
| Escocia (Scottish Singles Chart)    | 1              |
| Eslovaquia (Rádio Top 100)          | 15             |
| Estados Unidos (Modern Rock Tracks) | 14             |
| Eurochart Hot 100                   | 1              |
| Irlanda (IRMA)                      | 5              |
| Noruega (VG-lista)                  | 16             |
| Nueva Zelanda (Recorded Music NZ)   | 29             |
| Países Bajos (Dutch Top 40)         | 7              |
| Reino Unido (UK Singles Chart)      | 1              |
| República Checa (Rádio Top 100)     | 1              |
| Suiza (Schweizer Hitparade)         | 13             |

| País         | Lista (2007)                | Posición |
| ------------ | --------------------------- | -------- |
| Alemania     | Media Control Charts        | 46       |
| Austria      | Austrian Singles Chart      | 45       |
| Bélgica      | Ultratop flamenca           | 10       |
| Bélgica      | Ultratop valona             | 80       |
| Países Bajos | Nederlandse Top 40          | 26       |
| Reino Unido  | The Official Charts Company | 10       |
| Suiza        | Schweizer Hitparade         | 28       |

### Certificaciones
| País        | Organismo certificador | Certificación | Simbolización | Copias certificadas | Ref.   |
| ----------- | ---------------------- | ------------- | ------------- | ------------------- | ------ |
| Bélgica     | BEA                    | Oro           | ●             | 15 000              | [ 24 ] |
| Reino Unido | BPI                    | Oro           | ●             | 400 000             | [ 25 ] |

## Sucesión en listas
| Anterior: «Grace Kelly» de Mika                               | UK Singles Chart — Sencillo número uno 25 de febrero de 2007 — 3 de marzo de 2007 | Siguiente: «Shine» de Take That                        |
| Anterior: «All Good Things (Come to an End)» de Nelly Furtado | Eurochart Hot 100 — Sencillo número uno 10 de marzo de 2007 — 16 de marzo de 2007 | Siguiente: «The Sweet Escape» de Gwen Stefani con Akon |